# Próximas elecciones presidenciales de Ucrania
Las elecciones presidenciales de Ucrania de 2024 estaban previstas en Ucrania para el 31 de marzo, según la constitución, que exige que las elecciones se celebren el último domingo de marzo del quinto año del mandato del presidente en ejercicio.
Sin embargo, en respuesta a la invasión rusa de Ucrania desde el 24 de febrero de 2022, el gobierno ucraniano ha promulgado la ley marcial, y la ley ucraniana no permite la celebración de elecciones cuando la ley marcial está en vigor. Si la ley marcial sigue en vigor, las elecciones podrían posponerse y reprogramarse.
Según la oposición, sería extremadamente difícil para Ucrania garantizar un proceso electoral libre, justo y seguro en la primavera de 2024. Rusia controla casi una quinta parte del territorio de Ucrania y alrededor de 6 millones de ucranianos viven ahora en Europa. "Creo que ahora no es el momento adecuado para celebrar elecciones", dijo el presidente Volodímir Zelenski el 6 de noviembre de 2023.

## Sistema electoral
El Presidente de Ucrania es elegido por un mandato de cinco años mediante el sistema de dos vueltas; Si ningún candidato obtiene la mayoría absoluta en la primera vuelta, se espera que se celebre una segunda vuelta tres semanas después de la primera. Según la constitución, en caso de terminación prematura de la autoridad presidencial, la elección de un nuevo presidente debe tener lugar dentro de los 90 días siguientes a la salida del cargo del presidente anterior.
La constitución limita a los presidentes a cumplir dos mandatos.

## Candidatos

### Intención anunciada de participar
- Oleksii Arestovych, consultor, bloguero.[8]
- Petró Poroshenko, expresidente de Ucrania y diputado del Parlamento de Ucrania.[9]

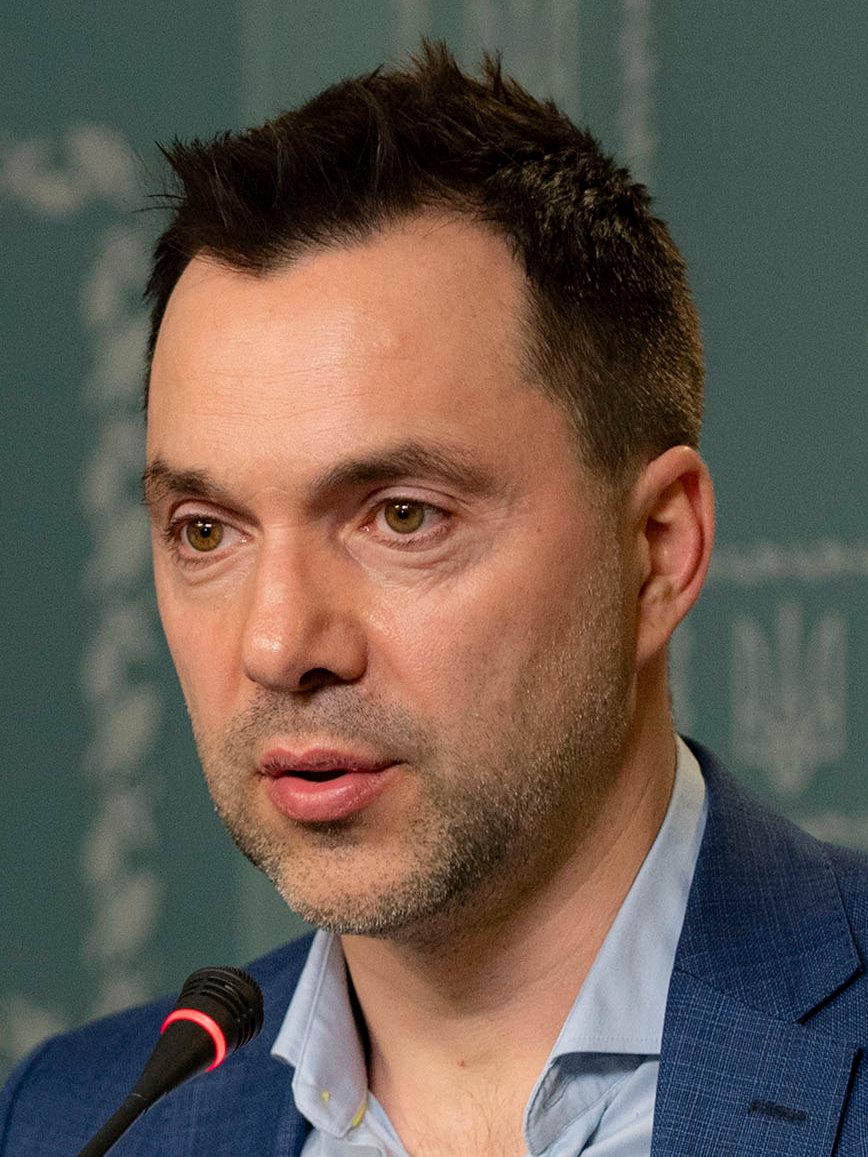
Oleksii Arestovych
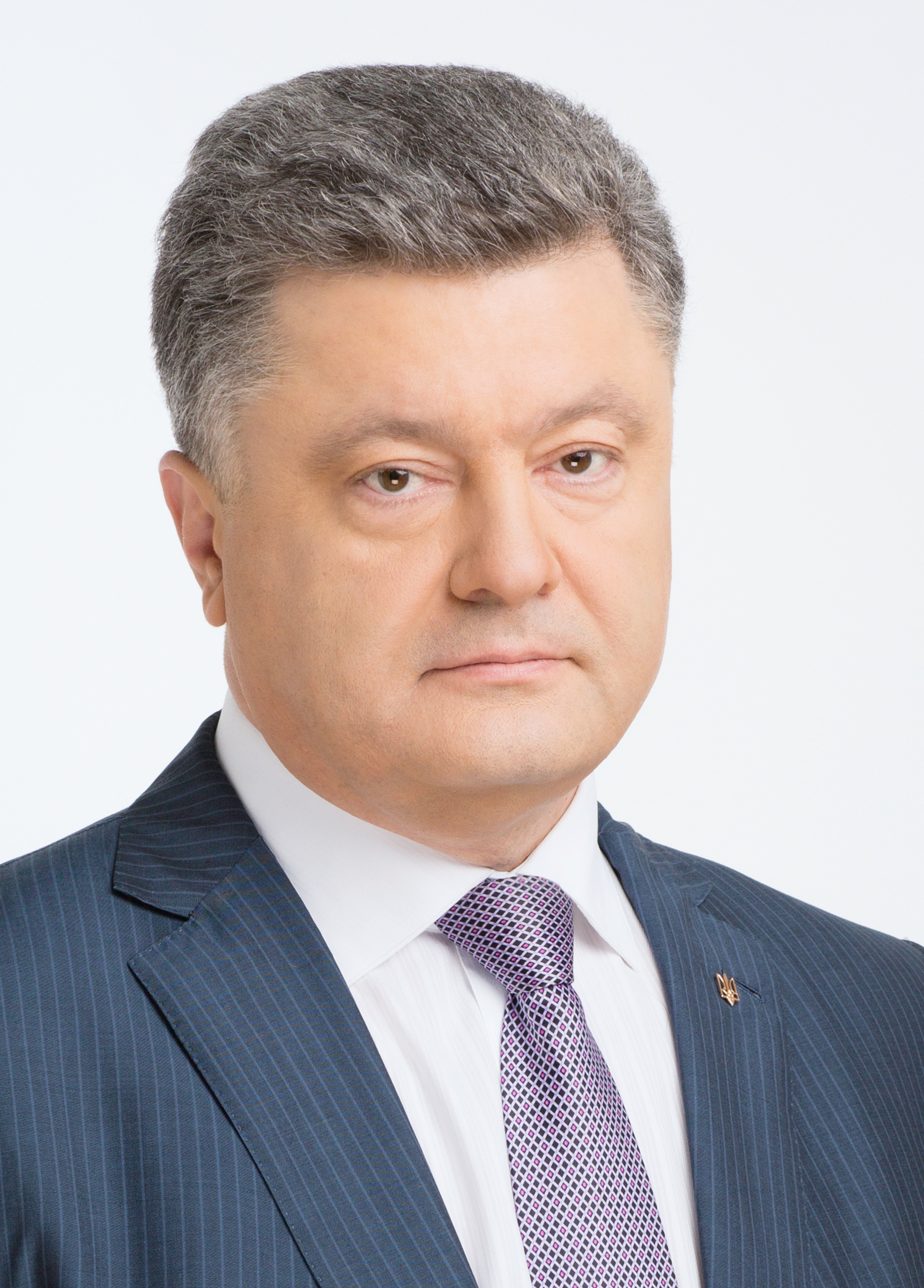
Petró Poroshenko

### Mostraron intenciones de participar
- Valerii Zaluzhnyi, excomandante de las Fuerzas Armadas de Ucrania, 2021-2024.[2]
- Volodímir Zelenski, presidente de Ucrania, desde 2019.[2]

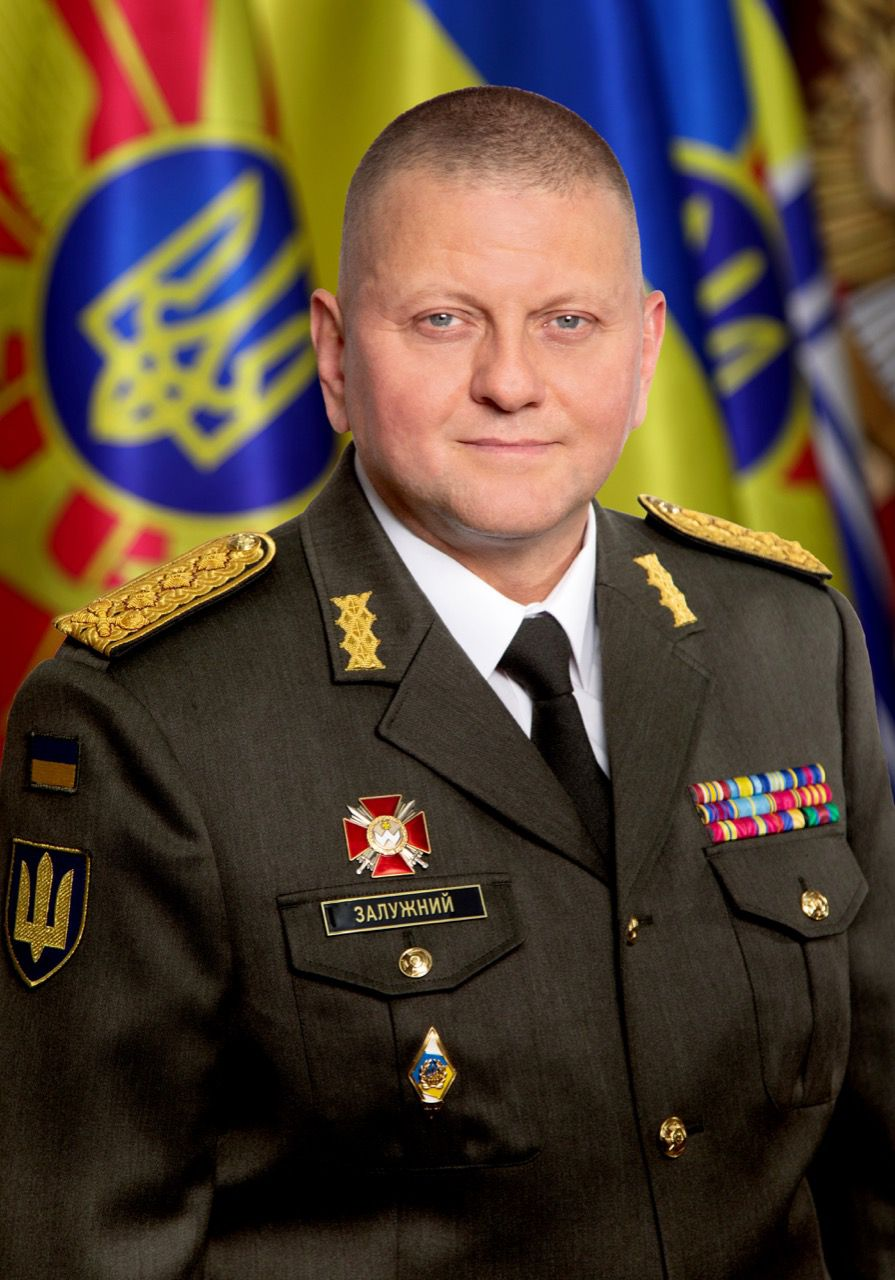
Valerii Zaluzhnyi
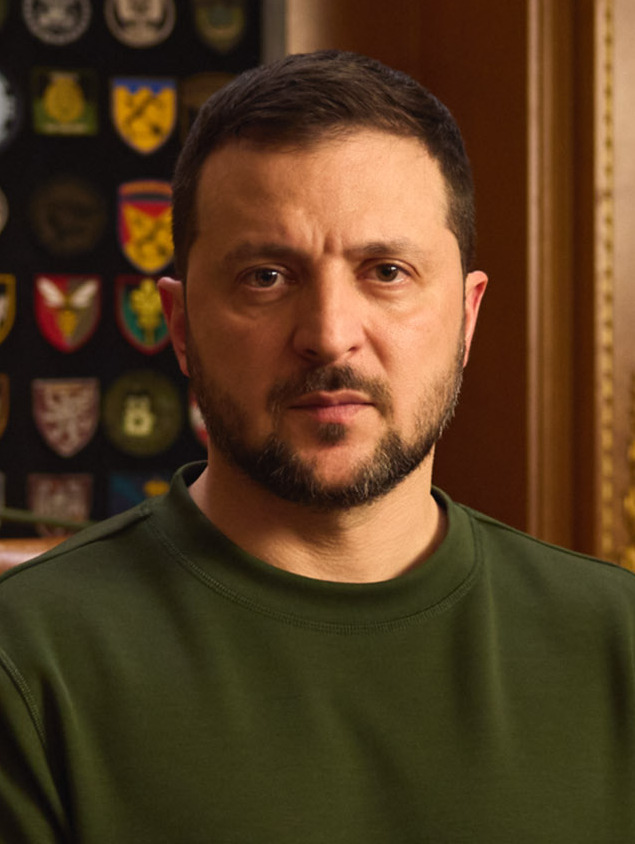
Volodímir Zelenski

## Encuestas de opinión
| Encuesta | Fecha        |             |                        |             |                |                          |             |                    |              |              |                          |   |     |
| Encuesta | Fecha        | Zelenski SP | Zaluhnyi Independiente | Razumkov RP | Poroshenko YeS | Timoshenko Batkivshchina | Boyko PZZhM | Serhiy Prytula 24S | Klichkó UDAR | Groisman USH | Arestovych Independiente |   |     |
| -------- | ------------ | ----------- | ---------------------- | ----------- | -------------- | ------------------------ | ----------- | ------------------ | ------------ | ------------ | ------------------------ | - | --- |
| Encuesta | Fecha        | SOCIS       | 22 Feb-1 Mar 2024      | 23.7        | 41.4           | 5.6                      | 6.4         | 2.8                | 1.1          | 4.1          | 0.9                      | - | 1.5 |
| Rating   | 3-7 Nov 2023 | 47.4        | 30.7                   | 1.9         | 4.6            | 1.6                      | -           | 4.9                | 1.2          | 1.2          | 0.9                      |   |     |